# Erasmova cena

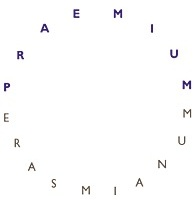
Logo ceny

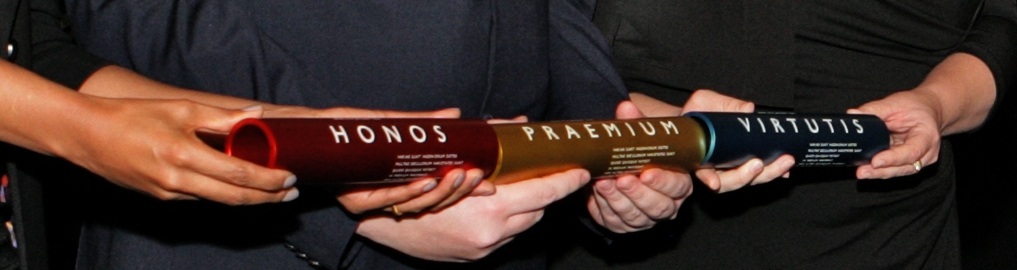
Pouzdra s cenou

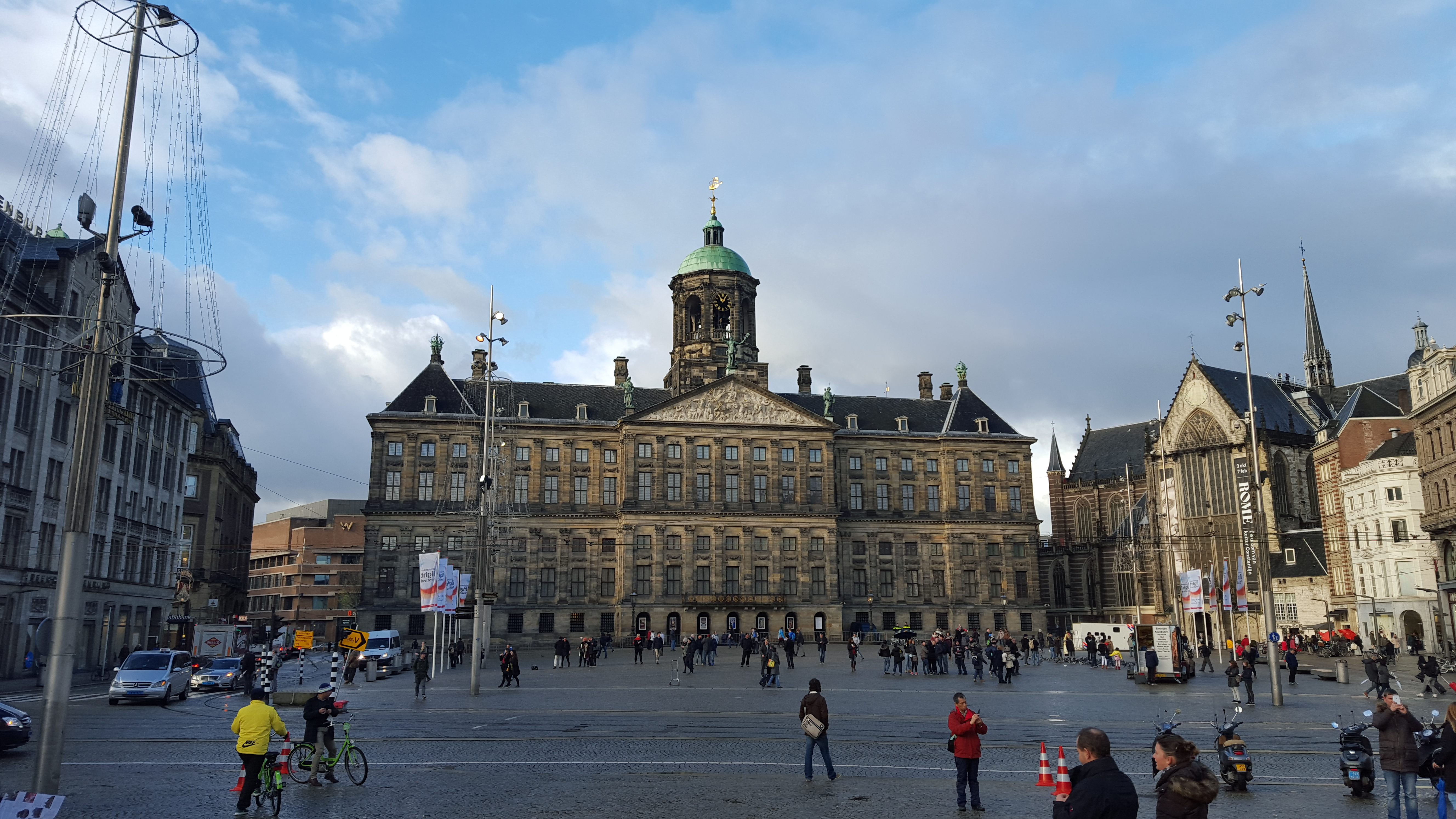
Amsterdamský královský palác

Erasmova cena (nizozemsky Erasmusprijs) je mezinárodní ocenění za kulturní a společenský přínos k evropským hodnotám, které je pojmenováno po Erasmovi Rotterdamském. Uděluje je nizozemská nadace Stichting Praemium Erasmianum, jejímž patronem je Vilém-Alexandr Nizozemský. Slavnostní předávání ceny hostí Královský palác v Amsterdamu, doprovázejí je vědecké konference a umělecká vystoupení. Nositel obdrží částku 150 000 eur. Od roku 1995 se také předává ozdobná stuha z titanu, kterou vytvořil Bruno Ninaber van Eyben.
Poprvé byla cena udělena roku 1958 obyvatelům Rakouska za poválečnou obnovu kulturních památek a zahrnovala stipendia pro rakouské studenty. Kontroverzi vyvolalo v listopadu 1986 ocenění Václava Havla, jemuž československý režim zabránil v převzetí ceny.

## Laureáti
- 1958 · občané Rakouska
- 1959 · Robert Schuman a Karl Jaspers
- 1960 · Marc Chagall a Oskar Kokoschka
- 1962 · Romano Guardini
- 1963 · Martin Buber
- 1964 · Mezinárodní akademická unie
- 1965 · Charlie Chaplin a Ingmar Bergman
- 1966 · Herbert Read a René Huyghe
- 1967 · Jan Tinbergen
- 1968 · Henry Moore
- 1969 · Gabriel Marcel a Carl Friedrich von Weizsäcker
- 1970 · Hans Scharoun
- 1971 · Olivier Messiaen
- 1972 · Jean Piaget
- 1973 · Claude Lévi-Strauss
- 1974 · Ninette de Valois a Maurice Béjart
- 1975 · Ernst Gombrich a Willem Sandberg
- 1976 · Amnesty International a René David
- 1977 · Werner Kaegi a Jean Monnet
- 1978 · loutkáři: soubory La Marionettistica Fratelli Napoli, Ţăndărică a Bread and Puppet Theater a principál Yves Joly
- 1979 · Die Zeit a Neue Zürcher Zeitung
- 1980 · Nikolaus Harnoncourt a Gustav Leonhardt
- 1981 · Jean Prouvé
- 1982 · Edward Schillebeeckx
- 1983 · Raymond Aron, Isaiah Berlin, Leszek Kołakowski a Marguerite Yourcenarová
- 1984 · Massimo Pallottino
- 1985 · Paul Delouvrier
- 1986 · Václav Havel
- 1987 · Alexander King
- 1988 · Jacques Ledoux
- 1989 · Mezinárodní výbor právníků
- 1990 · Grahame Clark
- 1991 · Bernard Haitink
- 1992 · Simon Wiesenthal a Indický archiv v Seville
- 1993 · Peter Stein
- 1994 · Sigmar Polke
- 1995 · Renzo Piano
- 1996 · William Hardy McNeill
- 1997 · Jacques Delors
- 1998 · Mauricio Kagel a Peter Sellars
- 1999 · Mary Robinsonová
- 2000 · Hans van Manen
- 2001 · Claudio Magris a Adam Michnik
- 2002 · Bernd a Hilla Becherovi
- 2003 · Alan Davidson
- 2004 · Fatema Mernissiová, Abdalkarím Sorúš a Sádik Džalál al-Azm
- 2005 · Simon Schaffer a Steven Shapin
- 2006 · Pierre Bernard
- 2007 · Péter Forgács
- 2008 · Ian Buruma
- 2009 · Antonio Cassese a Benjamin Ferencz
- 2010 · José Antonio Abreu
- 2011 · Joan Busquets
- 2012 · Daniel Dennett
- 2013 · Jürgen Habermas
- 2014 · Frie Leysen
- 2015 · komunita Wikipedie
- 2016 · A. S. Byatt
- 2017 · Michèle Lamontová
- 2018 · Barbara Ehrenreichová
- 2019 · John Adams
- 2021 · Grayson Perry
- 2022 · David Grossman[3]